# San Vito in Monte
San Vito in Monte è una frazione del comune di San Venanzo, in provincia di Terni. Si trova a circa 6 km dal capoluogo San Venanzo, a 516 m. s. l.m. Gode di un'eccellente condizione climatica e di un'unica posizione panoramica su una vastissima porzione dell'Umbria e sull'appennino Centrale, facendone una meravigliosa terrazza naturale. Il paese conta attualmente 18 abitanti. Il torrente Fersinone scorre sotto alle rocciose colline boschive del sanvitese. Noto per essere uno tra i comuni soppressi in Umbria.
Ciò che caratterizza maggiormente la morfologia di questo territorio oltre l'essere quasi totalmente immerso in un verdeggiante bosco è la prossimità con l'imponente valle del torrente Fersinone, definita "La Colorado dell'Umbria".

## Storia
Il paese è diviso in due parti, San Vito Castello e San Vito in Monte che si trova in basso. L’abitazione del territorio è avvenuta dal paleolitico e i reperti trovati costituiscono le più antiche tracce della presenza dell’uomo nell’Italia Centrale, conservate al Museo archeologico di Perugia, sono stati trovati nei pressi di San Vito nella Buca del Diavolo, una grotta aperta sopra un terrazzo fluviale sovrastante il torrente Fersinone. Al cadere dell’Impero romano d’occidente l’Umbria fu occupata prima dagli Eruli (476) poi dagli Ostrogoti di Teodorico (493) i quali fecero di Ravenna la capitale del loro regno e dominarono la nostra regione fino a quando non vennero definitivamente sconfitti dai generali dell’imperatore di Bisanzio. Una parte di storia del territorio l’hanno scritta i Longobardi (Regno longobardo) che arrivarono nel 568 e crearono una contrapposizione tra un’Italia longobarda e un’Italia bizantina (Impero bizantino) e le terre della montagna del Peglia (San Vito in Monte inclusa) si trovarono in pieno corridoio bizantino e ciò rinsaldò un legame con Orvieto che dura fino ai nostri giorni. La dipendenza di San Vito dalla diocesi orvietana è attestata da un documento del 24 aprile 1213. Nel XII secolo una famiglia di origini longobarde (I Bulgarelli) guidati da Bulgarello I si spostarono dai loro possedimenti toscani si incunearono nei territori tra Perugia e Orvieto giurando fedeltà al vescovo di questa seconda ed estesero i loro possedimenti in un’ampia area fino a San Vito. Nel 1240 durante la lotta tra Guelfi e Ghibellini quest’ultimi sostenuti da Federico II, San Vito subì la devastazione da parte dei conti di Rotecastello. Nel 1276 il paese era ancora privo di abitanti e in pessimo stato, ma essendo strategico per la difesa verso Perugia, il vescovo di Orvieto emanò disposizioni e concesse incentivi affinché tornasse ad essere popolato e si preoccupò di ricostruire le opere difensive. Dopo l’occupazione del Castello di Poggio Aquilone nel 1384 da parte del perugino Biondo di Bulgaro che lo tenne per 25 anni assoggettando altri castelli della sfera orvietana, il vescovo Perrotti, dette impulso alla costruzione della chiesa di S. Giovanni di Civitella, che provvide di rendite e, a seguito della visita pastorale dell’ottobre del 1357 fece erigere la chiesa parrocchiale di San Vito. Questo evento fu immortalato in una lapide dedicatoria che ancora si può leggere alla base del campanile: “Nell’anno del Signore 1358, sotto il pontificato di papa Innocenzo VII, questa chiesa fece fare Ponzio (Perotti) vescovo di Orvieto e vicario dell’Urbe sotto il titolo di S. Vito e dei suoi compagni“. Dell’antica chiesa e del castello, bombardata dai tedeschi nel 1945, oggi non restano che le mura perimetrali e il campanile che ha una campana del Cinquecento. San Vito in Monte ebbe un importante ruolo durante lo Stato Pontificio e fece anche parte della Repubblica Romana.
A partire dal XVI secolo vi fu un notevole sviluppo demografico dovuto all'incremento dell'agricoltura. La famiglia Viti, che dal luogo prese il nome, edificò pregevoli edifici e vi ebbe residenza fino al XIX secolo.
Attraverso di esso passava infatti l'importante via di comunicazione tra Orvieto e Perugia.
Nota per la presenza di sorgenti di acque minerali ferro-magnesiache (Acquaforte) e per la bontà della sua aria, è stata ed è tuttora meta di vacanza da italiani e stranieri.
Comune autonomo, denominato San Vito fino al 1863 e facente parte fino al 1927 della provincia di Perugia, fu accorpato nel 1929 all'attuale comune di San Venanzo.

## Società
Abitanti censiti

Gli attuali abitanti tra San Vito castello e San Vito in Monte sono 81, mentre i residenti sono circa 20
| Controllo di autorità | VIAF (EN) 244794189 |